# Batterie d'Asnelles
La batterie d'Asnelles est un des ouvrages du mur de l'Atlantique implanté sur la commune d'Asnelles, dans le département du Calvados, région Normandie.

## Histoire
La batterie est érigée par l'organisation Todt en 1942. La position a joué un rôle important pour freiner les forces alliées lors du débarquement de Normandie du 6 juin 1944.
Le monument fait l'objet d'une inscription au titre des monuments historiques depuis le 10 novembre 1992.